# Avenida (Metro de Lisboa)
Avenida es una estación del Metro de Lisboa. Se sitúa en el municipio de Lisboa, entre las estaciones de Marquês de Pombal y Restauradores de la Línea Azul. Es una de las once estaciones pertenecientes a la red original del metro de Lisboa, inaugurada el 29 de diciembre de 1959.

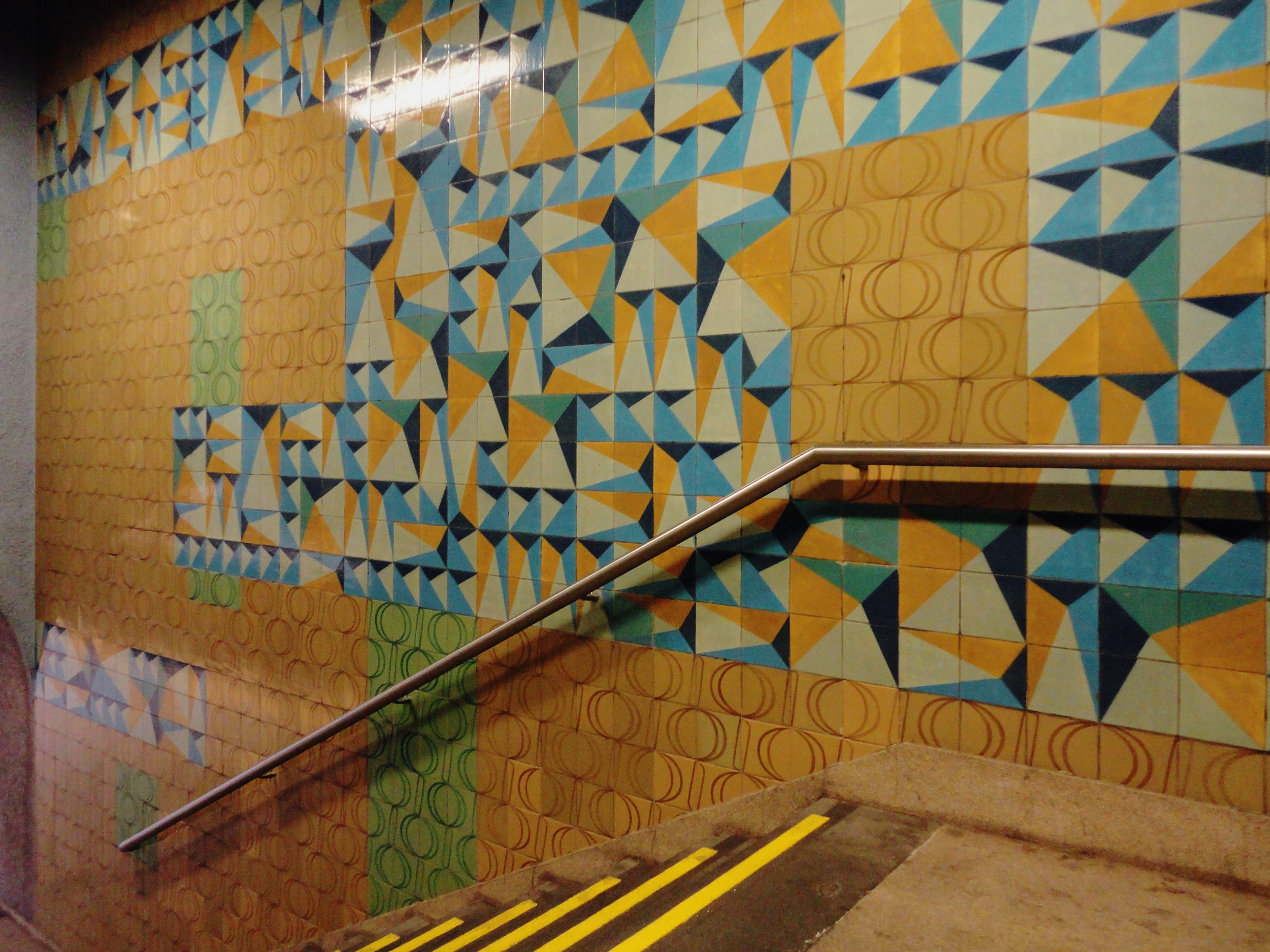
Escaleras de acceso, con los azulejos originales de Rogério Ribeiro.

Esta estación se localiza en la Avenida da Liberdade, junto al cruce con la Rua Manuel de Jesus Coelho. Posibilita el acceso al Cinema São Jorge, al Teatro Tívoli y al Parque Mayer. El proyecto arquitectónico original (1959) es de la autoría del arquitecto Falcão e Cunha y las intervenciones plásticas del pintor Rogério Ribeiro. En 1982, la estación fue ampliada de acuerdo con un proyecto arquitectónico de la autoría del arquitecto Jorge Sánchez y las intervenciones plásticas del pintor Rogério Ribeiro. La ampliación de la estación implicó la prolongación de los andenes de embarque y la construcción de un nuevo vestíbulo.